# Šen-čou 18
Šen-čou 18 (čínsky 神舟十八号; doslova „Božská loď číslo osmnáct“) byl třináctý čínský pilotovaný vesmírný let v programu Šen-čou. Současně šlo o sedmou misi určenou k dopravě tříčlenné dlouhodobé posádky na čínskou Vesmírnou stanici Tchien-kung (TSS). Začala startem 25. dubna 2024 a skončila po 192 dnech přistáním 3. listopadu 2025.

## Posádka
Podle již zavedeného postupu zveřejnila agentura CMSA složení posádky pouhý den před plánovaným startem:

### Hlavní posádka
- Jie Kuang-fu (2), velitel, CMSA
- Li Cchung (1), operátor, CMSA
- Li Kuang-su (1), systémový operátor, CMSA

(v závorkách je uveden celkový počet letů do vesmíru včetně této mise)
Pro velitele Jie šlo o již druhý půlroční pobyt na TSS. Poprvé na stanici přiletěl v kosmické lodi Šen-čou 13 na podzim 2021 a pracoval tam do jara 2022. Všichni členové posádky byli piloti čínské Lidové osvobozenecké armády.

## Šen-čou a Čchang-čeng 2F
Kosmickou loď Šen-čou vyvíjela v několika etapách od 80. let 20. století, ale hlavním impulsem se v roce 1995 stalo zakoupení ruské technologie pro pilotované kosmické lety. Po něm Čína vytvořila několik prototypů, v letech 1999 až 2002 vypustila čtyři testovací lodě a od roku 2003 sbírá zkušenosti s lety s posádkou. Od roku 2021 lodě Šen-čou dopravují čínské kosmonauty na Vesmírnou stanici Tchien-kung.
Loď o celkové délce 8,86 metru a maximálním průměru 2,8 metru dosahuje vzletové hmotnosti 7 790 kg. Skládá se ze tří částí: válcového hermetizovaného orbitálního modulu s vnitřním objemem 8 m3, hermetizovaného návratového modulu oble-kuželovitého tvaru o výšce 2,5 m, maximálním průměru 2,5 m a s vnitřním prostorem o objemu 6 m3, a válcového nehermetizovaného pohonného modulu nesoucího hlavní korekční a brzdicí motor a 24 trysek pro orientaci a stabilizaci lodi na dráze.
S lodí Šen-čou 16 spatřila světlo světa nová výrobní série šesti kusů lodi, na níž byla provedena různá vylepšení včetně moderní palubní desky a dosažen vyšší podíl domácího (čínského) hardwaru..
Řadu nosných raket Čchang-čeng (Dlouhý pochod) doprovází čínský kosmický program už od jeho prvního kosmického letu v roce 1970, vyvinuto přitom byl pro různé účely přes 20 verzí. Jednou z nich je i varianta 2F, která slouží k vynášení kosmických lodí Šen-čou na nízkou oběžnou dráhu kolem Země a v podvariantě 2F/G vynesla také dvě testovací vesmírné laboratoře Tchien-kung 1 a 2. Dvoustupňová raketa se čtyřmi přídavnými motory ve spodní části prvního stupně dosahuje výšky 62 m, nejvyšší průměr je 3,35 m bez přídavných motorů a 7,85 m s nimi. Startovní hmotnost je 464 tun.

## Průběh letu
Start z kosmodromu Ťiou-čchüan se uskutečnil podle plánu 25. dubna 2024 ve 12:59:00 UTC. Loď se pak po 6 a půl hodinách – v 19:32 UTC – připojila přes přední port jádrového modulu Tchien-che k Vesmírné stanici Tchien-kung (TSS). Trojice kosmonautů po nezbytných testech a otevření poklopů ve 21:04 UTC vstoupila na palubu stanice a setkala se s její dosavadní posádkou, kterou tvořili kosmonauti Tchang Chung-po, Tchang Šeng-ťie a Ťiang Sin-lin. Poté, co byly rozpracované úkoly předány nové posádce, dosavadní tříčlenný tým 30. dubna 2024 odletěl ve své lodi Šen-čou 17 zpět na Zemi a nově příchozí kosmonauti se stali 7. dlouhodobou posádkou TSS.  
Na dobu své mise měli naplánováno asi 90 vědeckých experimentů a výzkumů v oblastech základní fyziky mikrogravitace, vědy o vesmírných materiálech, vesmírné vědy o životě, leteckého lékařství a letecké technologie. Věnovali se také údržbě stanice včetně 2 plánovaných výstupů ze stanice do volného vesmíru, při nichž se věnovali instalaci zařízení pro ochranu obou vědeckých modulů stanice před kosmickým smetím. Při prvním z nich 28. května 2024 velitele Jie doprovodil Li Kuang-su a společně pracovali 8 hodin a 23 minut na modulu Meng-tchien, podruhé s velitelem 3. července 2024 vystoupil Li Cchung, věnovali se modulu Wen-tchien a mimo bezpečí TSS strávili 6 hodin a 32 minut.
Jie Kuang-fu 21. srpna 2024 jako první z čínských kosmonautů dokončil 300. den pobytu na oběžné dráze Země misi dokončil jako první Číňan, který ve vesmíru strávil více než rok (374 dní, 13 hodin a 58 minut).   
Na Zemi se celá posádka vrátila po 6 měsících letu – nejprve 1. listopadu 2024 předala vládu nad stanicí svým 3 nástupcům, kteří přiletěli o dva dny dříve v lodi Šen-čou 19, a let završila 3. listopadu 2024 odpojením od stanice Tchien-kung v 08:12 UTC a přistáním v přistávací oblasti Dongfeng v čínské provincii Vnitřní Mongolsko v 17:24:27 UTC. Na Zemi s sebou kosmonauti přivezli také 34,6 kg vzorků z experimentů, které provedli během své mise.